# 卡加兹纳加尔
卡加兹纳加尔（Kaghaznagar），是印度安得拉邦Adilabad县的一个城镇。总人口59549（2001年）。

## 人口
该地2001年总人口59549人，其中男性30361人，女性29188人；0—6岁人口6743人，其中男3483人，女3260人；识字率69.45%，其中男性为77.52%，女性为61.05%。